# حصن شمسان
حصن شمسان وهو أحد الحصون الأثرية اليمنية القديمة ويقع إلى الغرب من الحصن الشامخ في أعلى «جبل منيع» في مدينة الطويلة ويتم الصعود إليـه عن طريق مجموعة من الدرج ـ سلالم ملتوية ـ في الناحية الجنوبية.

## الوصف المعماري
يتضمن الحصن عدة مكونات منها المدخل المكون من فتحة مستطيلة معقودة بع قد نصف دائري، زود الباب بمصراعين من الخشب، وفـي الناحية الشرقية من الحصن بني مسجد يتألف من بيت الصلاة ومحراب مجوف ارتفاعه (متر واحد) يفتح من الناحية الغربية، والمدخل يؤدي إلى بركة مستطيلة نقرت في الصخر، وفي قمة الحصن ساحة مكشوفة يحيط بها حاجز جداري عليه عدد من المزاغل والسقاطات الحربية، وهناك يوجد بقايا مدفع 
تركي مع عربة الذخيرة مؤرخة بسنة (1303هـ).